# Пунгина
Пунгина (рум. Punghina) насеље је у Румунији у округу Мехединци у општини Пунгина. Oпштина се налази на надморској висини од 91 m.

## Становништво
Према подацима из 2012. године у насељу је живело 3322 становника.

### Попис2002.
| Расподела становништва по националности 2002.‍ | Расподела становништва по националности 2002.‍ | Расподела становништва по националности 2002.‍ | Расподела становништва по националности 2002.‍ | Расподела становништва по националности 2002.‍ |
| --------------------------------------------- | --------------------------------------------- | --------------------------------------------- | --------------------------------------------- | --------------------------------------------- |
|                                               |                                               |                                               |                                               |                                               |
| Румуни                                        | Румуни                                        |                                               | 2.496                                         | 72,7%                                         |
| Роми                                          | Роми                                          |                                               | 939                                           | 27,3%                                         |